# Al-Balqa (provins)
al-Balqa, formellt Muhafazat al-Balqa (arabiska: محافظة البلقاء), är en av Jordaniens tolv provinser (muhafaza).  Den administrativa huvudorten är as-Salt. Provinsen gränsar mot provinserna Irbid, Ajlun, Jarash, az-Zarqa, Huvudstadsprovinsen och Madaba samt mot Palestina (de jure).
Provinsen hade 346 354 invånare år 2004 och en yta på 1076 km².

## Administrativ indelning
Provinsen är indelad i fem distrikt (liwa):
- Ayn al-Basha
- Mahis wa-al-Fuhays
- Qasabat as-Salt
- Dayr Alla
- ash-Shuna al-Janubiyya